# Drivmedelsprisprotesterna i Mexiko 2017

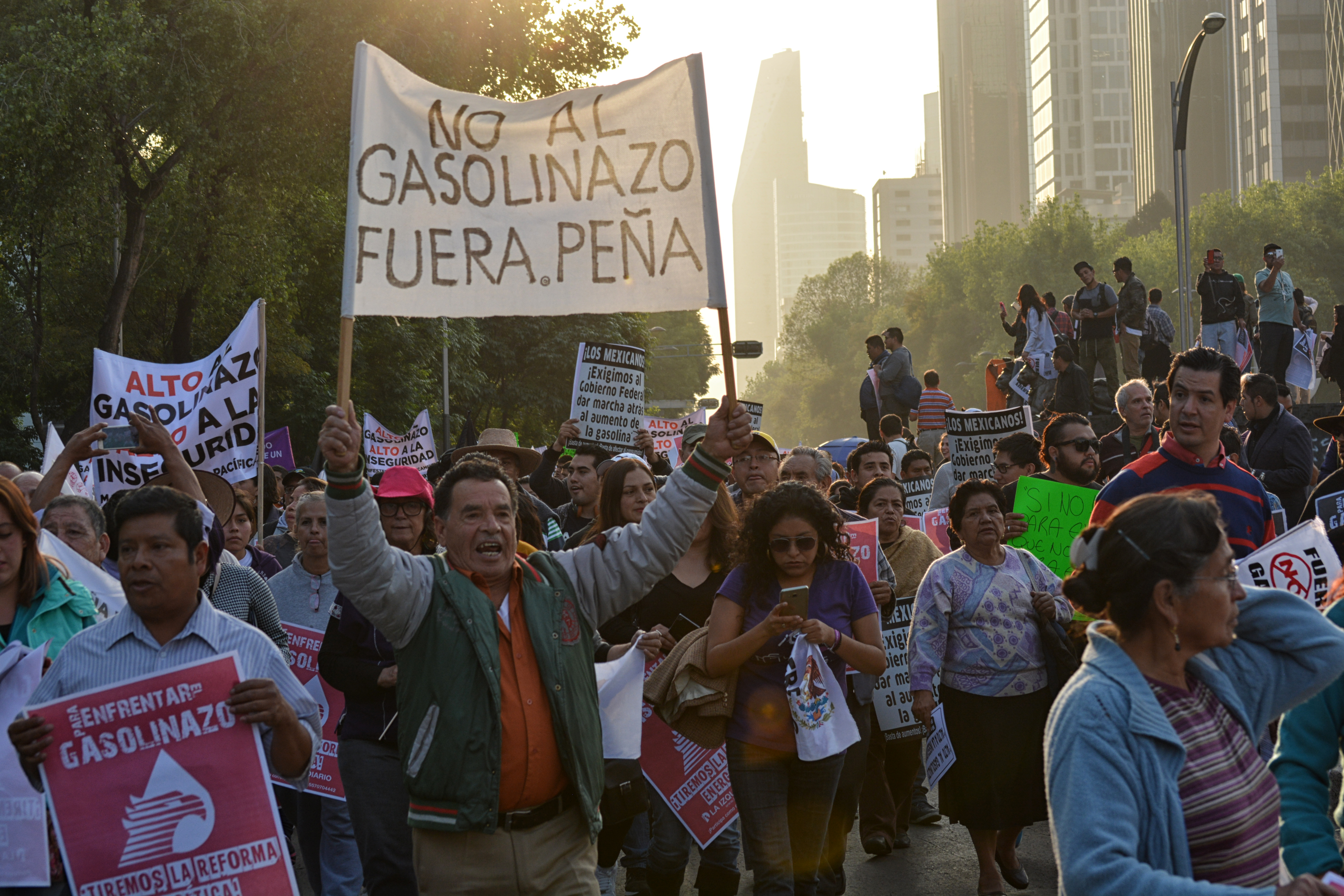
Demonstration i Mexico City den 9 januari 2017.

Demonstrationerna i Mexiko 2017 avser de landsomfattande protesterna i Mexiko som inleddes i början av året mot prishöjningen på drivmedel (gasolinazo), mot de liberala eller nyliberala strukturreformerna och mot president Enrique Peña Nieto. Störst antal demonstranter samlades den 22 januari, då bland annat 60 000 personer protesterade i Guadalajara, 30 000 personer i Mexicali och 18 000 i Tijuana.